# Barcial del Barco
Barcial del Barco ist ein nordwestspanischer Ort und eine Gemeinde (municipio) mit nur noch 253 Einwohnern (Stand: 2024) im Süden der Provinz Zamora in der Autonomen Gemeinschaft Kastilien-León. 

## Lage und Klima
Barcial del Barco liegt am westlichen Rand der Kastilischen Hochebene (Meseta Iberica) in einer Höhe von ca. 710 m am Río Esla. Durch die Gemeinde führt die Autovía A-66. Die Provinzhauptstadt Zamora ist gut 49 Kilometer (Fahrtstrecke) in südlicher Richtung entfernt. 
Das gemäßigte Kontinentalklima wird nur selten vom Atlantik beeinflusst.

## Bevölkerungsentwicklung
| Jahr      | 1970 | 1981 | 1991 | 2001 | 2011 | 2021 |
| Einwohner | 397  | 368  | 348  | 313  | 279  | 241  |

## Sehenswürdigkeiten

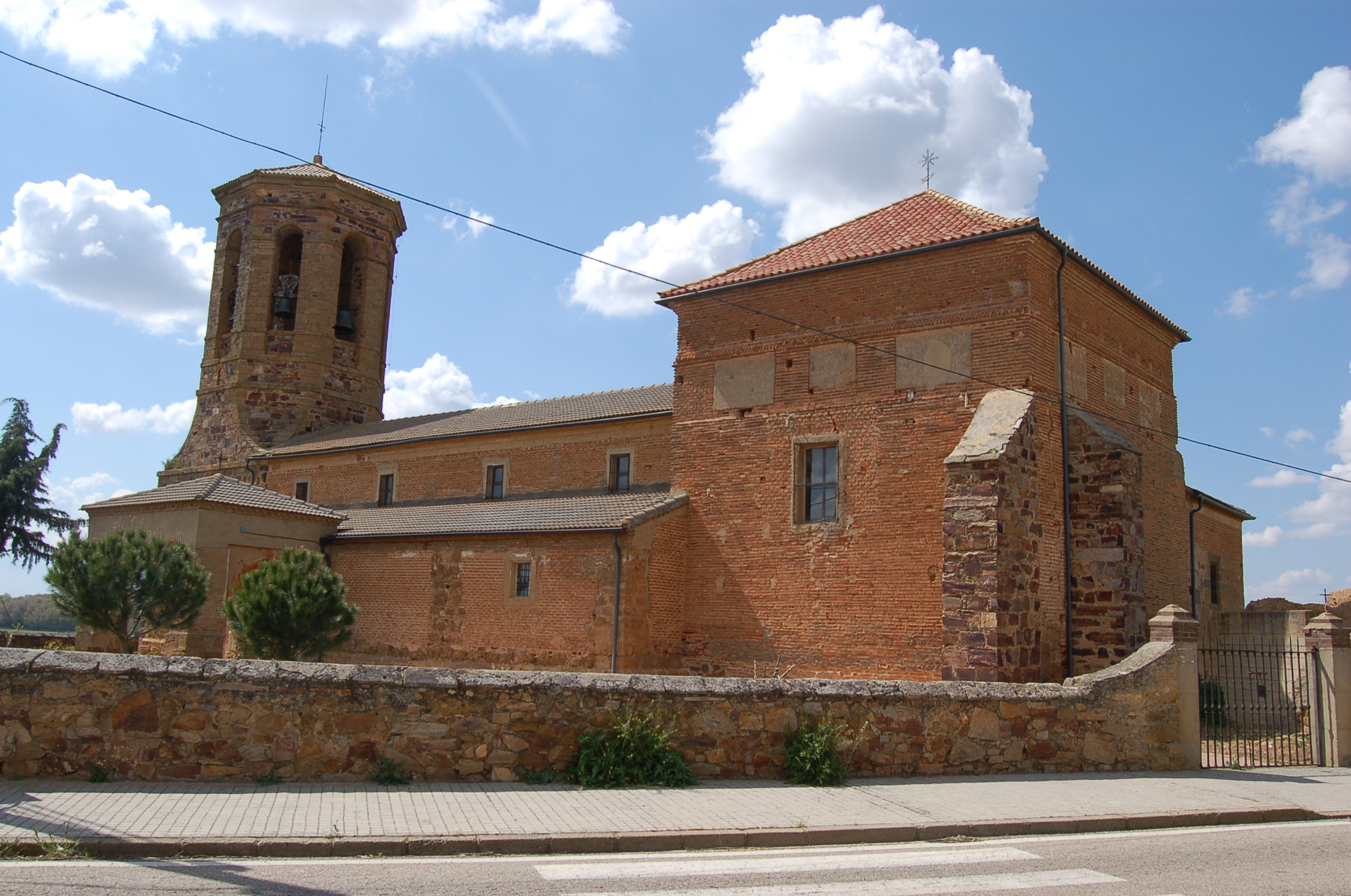
Marinenkirche
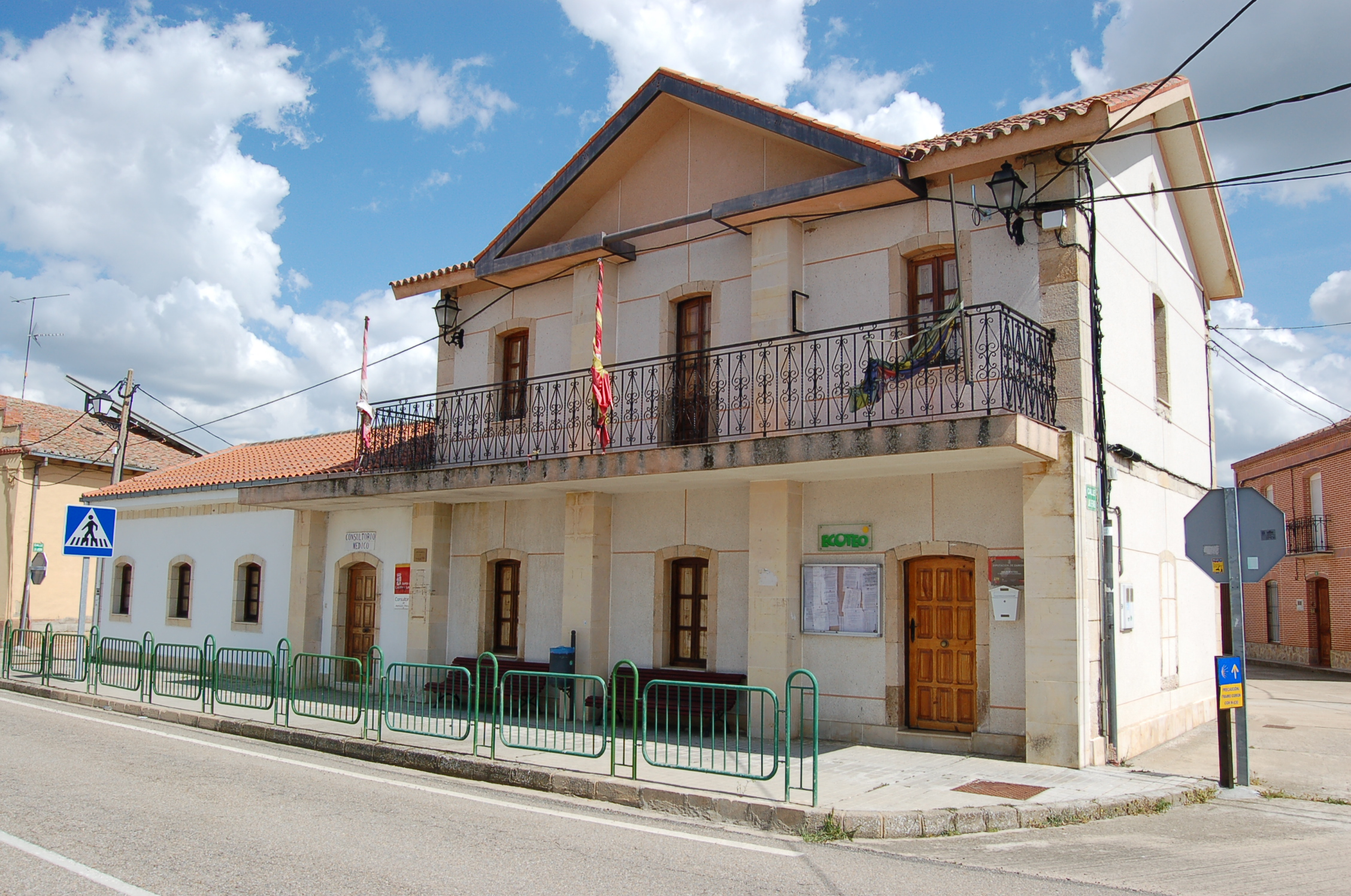
Rathaus

- Marinenkirche
- Rathaus